# Bazylika San Siro w Genui
Bazylika San Siro (pol. bazylika św. Syrusa; także chiesa di San Siro – kościół św. Syrusa) – rzymskokatolicki kościół w Genui w dzielnicy Maddalena. Jest kościołem parafialnym w parafii pod tym samym wezwaniem, należącej do dekanatu Centro Ovest w Archidiecezji Genui. 
Początki kościoła, pierwotnie pod wezwaniem Dwunastu Apostołów, sięgają IV wieku. Był pierwszą katedrą w Genui. W VI wieku otrzymał obecne wezwanie. W 1007 roku powierzony benedyktynom i przebudowany przez nich w stylu romańskim, a w 1575 roku przekazany teatynom i przebudowany przez nich w stylu barokowym.
Nazywany jest zwyczajowo bazyliką, choć formalnie nie nosi takiego tytułu.

## Historia i architektura

### Kościół Dwunastu Apostołów
Według dokumentacji archeologicznej i historycznej kościół San Siro należy do najstarszych kościołów Genui, obok takich wczesnochrześcijańskich budowli jak, między innymi: Santa Maria delle Vigne, San Pancrazio, Santo Stefano, Santa Maria di Castello, San Giorgio, San Lorenzo, San Donato, Sant'Andrea, San Giovanni di Pre.
Pierwotny kościół został zbudowany w IV wieku na terenie chrześcijańskiego cmentarza, położonego poza murami miejskimi imienia Dwunastu Apostołów. Według Dialogów papieża Grzegorza Wielkiego już w VI wieku nosił wezwanie biskupa Syrusa. Był pierwszą katedrą Genui. W 985 roku biskup Giovanni II przeniósł swoją siedzibę oraz relikwie św. Syrusa do kościoła San Lorenzo, który leżał w obrębie ówczesnych murów miejskich. W lutym 1007 roku biskup Giovanni II przyznał były kościół biskupi benedyktynom, erygując przy nim opactwo.

### Kościół romański
Benedyktyni, władający klasztorem do 1398 roku, przebudowali świątynię w stylu romańskim. Był to budynek trzynawowy, rozczłonkowany filarami, z kopułą i atrium, mający przypuszczalnie tę samą co dziś orientację. Konsekracji kościoła dokonał w 1237 roku biskup Otton. XIV wiek w dziejach kościoła cechuje upadek zakonu i zmniejszająca się liczba zakonników.

### Kościół barokowy
W 1575 roku papież Grzegorz XIII przekazał świątynię teatynom. Po tym jak w 1580 roku jej południowe skrzydło zostało zniszczone przez pożar, teatyni postanowili ją całkowicie przebudować. Prace budowlane finansował początkowo Senat Republiki Genui, ale kryzys ekonomiczny, który wkrótce się pojawił, sprawił, iż teatyni zmuszeni byli poprosić o wsparcie szlacheckie rody Genui, oferując im w zamian patronat nad poszczególnymi kaplicami i prezbiterium. Nie wiadomo z całą pewnością, kto zaprojektował nowy kościół; niektórzy badacze przypuszczają, iż mogli to być: Andrea Ceresola, zwany Vannone, teatyn Andrea Riccio lub Daniele Casella. W 1586 roku rozpoczęto prace budowlane, a w 1610 roku przy głównym ołtarzu odprawiono pierwszą mszę. Kościół ukończono w stanie surowym trzy lata później, a kopułę – w 1619. Plan San Siro, sporządzony w 1622 roku przez Rubensa, odpowiada w dużej mierze planowi obecnego kościoła, z pięcioma kaplicami w każdej z naw bocznych. Zbudowany wówczas kościół stanowił nowość w architekturze Genui; parzyste kolumny nadawały jego wnętrzu rytm przestrzenny i poczucie wielkości, zgodnie z nowymi normami posoborowymi, które zalecały budowanie obszernych świątyń, w których mogłaby zgromadzić się duża liczba wiernych. Kopuła, usytuowana na przecięciu naw z transeptem, umożliwiała razem z dużymi oknami, umieszczonymi w nawach i w apsydzie, oświetlenie wnętrza oraz zdobiących je dekoracji malarskich oraz rzeźbiarskich, będących dziełem najwybitniejszych genueńskich artystów tamtych czasów. Z dawnego kościoła zachowała się jedynie wysoka na około 50 metrów romańska kampanila; w 1632 roku została ona uszkodzona przez uderzenie pioruna, a pod koniec 1904 roku rozebrana w obawie przed zawaleniem. Oprócz kościoła zakonnicy wybudowali również klasztor z krużgankiem i założyli ogród, którego obszar został ograniczony przez wytyczenie w XVIII wieku ulicy Novissima (obecnie Cairoli).

#### XVIII/XIX wiek
W wyniku kasaty klasztorów w okresie napoleońskim dziejów Genui teatyni zmuszeni zostali do opuszczenia swojego kościoła, który od tej chwili stał się kościołem parafialnym. W 1805 roku został w nim ochrzczony Giuseppe Mazzini. W 1821 roku Carlo Barabino zbudował nową fasadę, zachowaną do dziś; pierwotna, widoczna na wspomnianym planie Rubensa, przypuszczalnie nigdy nie została wzniesiona.

## Wnętrze

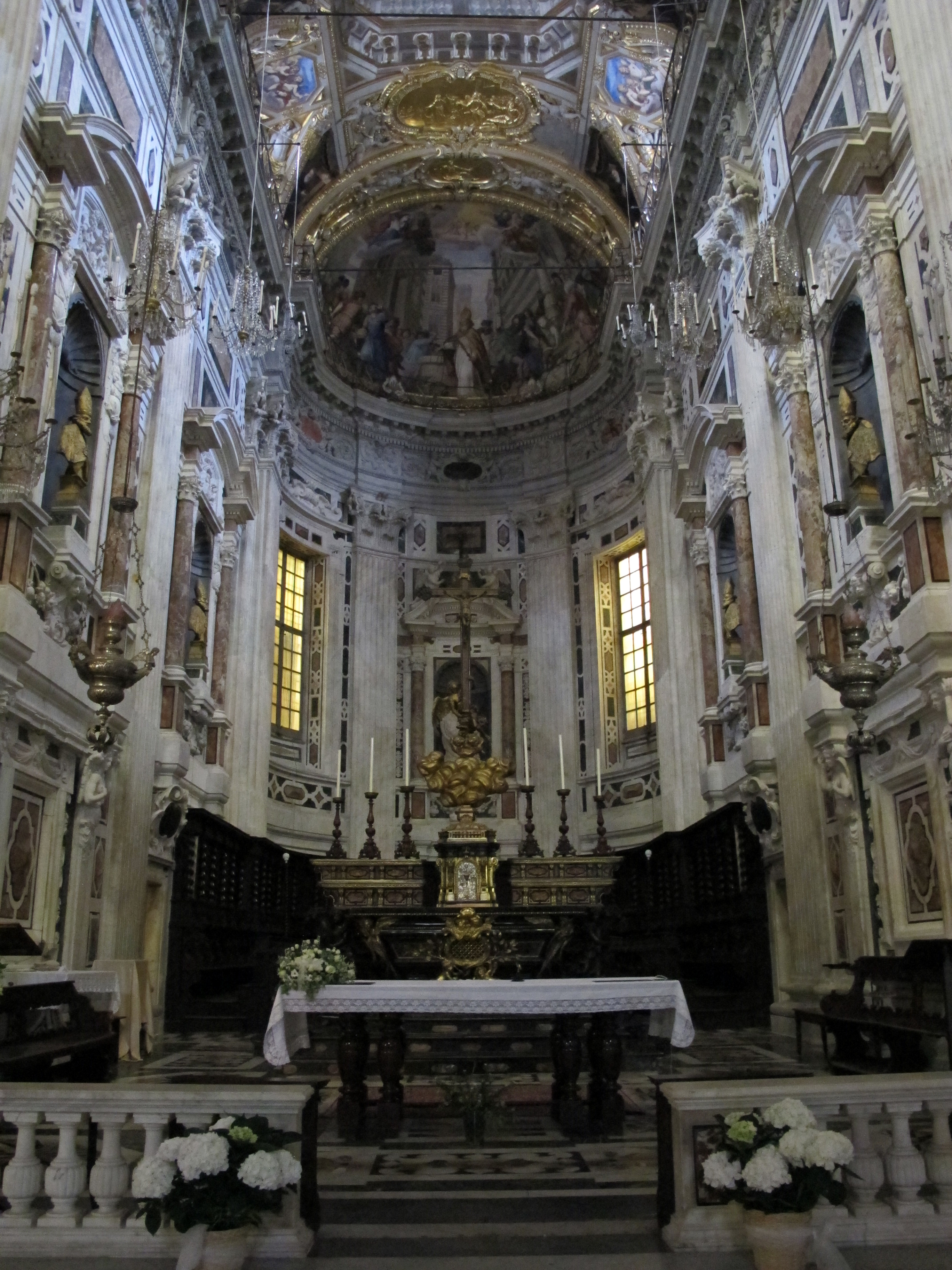
Prezbiterium z ołtarzem głównym Pierre’a Pugeta

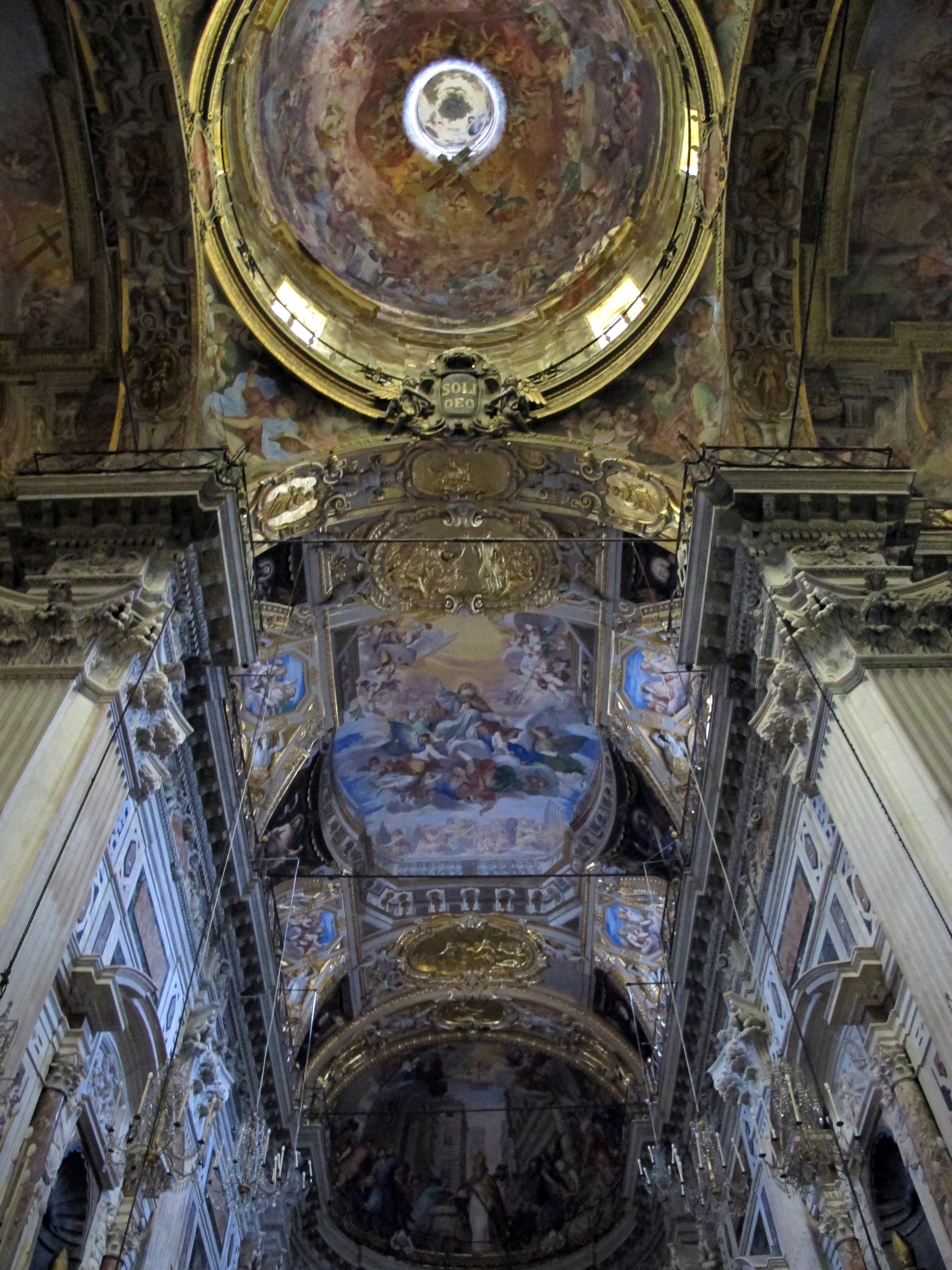
Sklepienie i kopuła

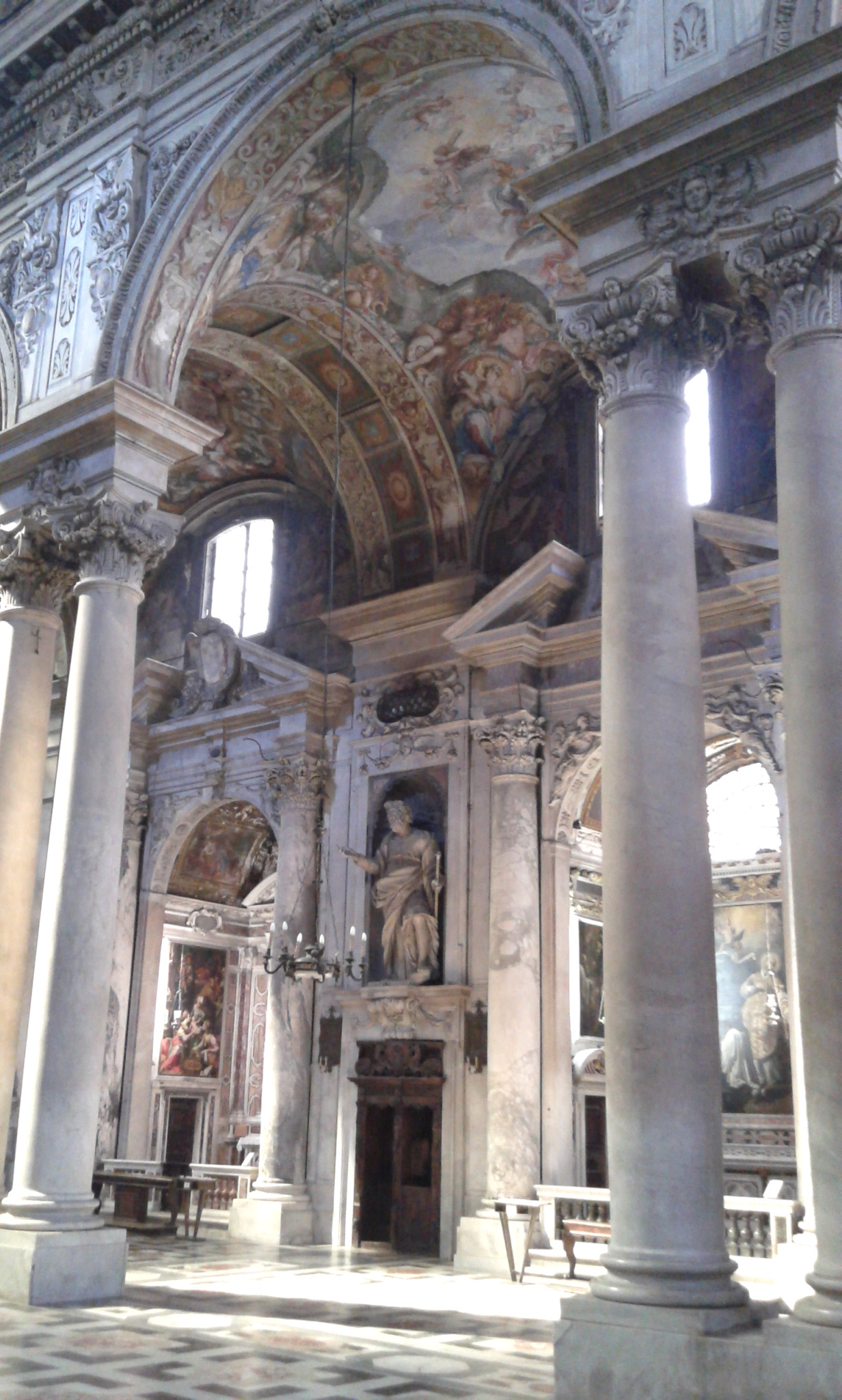
Kaplice prawej nawy

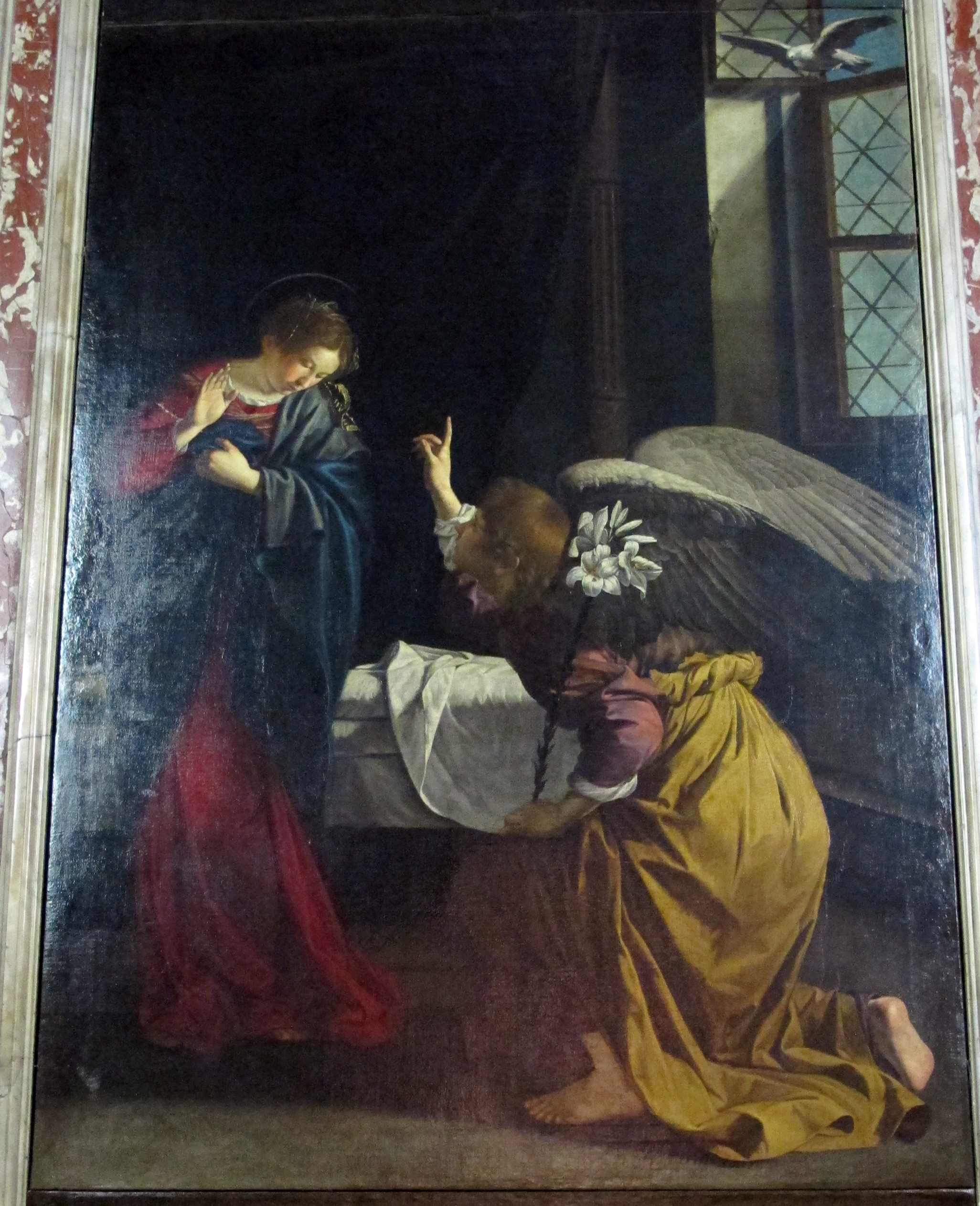
Orazio Gentileschi, Zwiastowanie Najświętszej Maryi Panny

Wnętrze świątyni jest trzynawowe, podzielone podwójnymi kolumnami. Zawiera cenne dzieła sztuki. Freski, zrealizowane głównie przez Giovanniego Battistę Carlone, należą do najbardziej znaczących tego typu dzieł II połowy XVII wieku w Genui. Wykonane w latach 1646–1676 miały, poprzez uwypuklenie postaci św. Syrusa, podkreślić prestiż nowo zbudowanego kościoła, a poprzez ukazanie scen z życia św. Piotra wyrazić szacunek dla tego samego papieża i zaakcentować prymat Rzymu w stosunku do Genui. Na sklepieniu apsydy Carlone namalował Św. Syrusa wypędzającego bazyliszka, co symbolicznie nawiązywało do stłumienia herezji ariańskiej w Genui. Na sklepieniu prezbiterium artysta namalował Chwałę św. Syrusa, a na sklepieniu kopuły Hierarchie niebiańskie kontemplujące Krzyż.  Na sklepieniu w nawie głównej namalował we współpracy z kwadraturzystą Paolem Brozzim Powołanie św. Piotra, Ukrzyżowanie sw. Piotra i Upadek Szymona Maga. W łukach nadokiennych ośmiu okien przedstawił z kolei Osiem błogosławieństw. Pozostałe freski, zdobiące kaplice i sklepienia naw bocznych są dziełem Domenica Fiaselli, Domenica Pioli (Chwała św. Kajetana) i Gregoria De Ferrari Chwała św. Andrzeja Avellino).
Wśród obrazów wyróżniają się: Zwiastowanie Najświętszej Maryi Panny Orazia Gentileschiego, trzy płótna z cyklu Opowieści św. Kajetana Domenica Pioli, Śmierć św. Andrzeja Avellino Domenica Fiaselli i Narodzenie Najświętszej Maryi Panny Aurelia Lomiego. W zakrystii, zbudowanej w 1639 roku, wiszą: Ostatnia Wieczerza Orazia De Ferrari, Odpoczynek w Egipcie i Ekstaza Świętego Franciszka Gregoria De Ferrari, Chrystus na Kalwarii Bernarda Castello i Ścięcie św. Jana Chrzciciela Domenica Pioli. Wśród rzeźb znajdują się dzieła Taddea Carlone i jego pracowni.

### Prezbiterium

#### Ołtarz główny
Ołtarz główny, umieszczony pośrodku prezbiterium, zbudował w 1662 roku, na zlecenie teatyna Alessandra Mariniego i jego brata Paola, francuski rzeźbiarz Pierre Puget. Materiałem był czarny marmur Promontorio i pozłacany brąz. Ołtarz został zainaugurowany w 1670 roku, kiedy złożono w nim relikwie biskupów Genui: Felice, Romola, Valentina i Sira. Artysta zaprojektował mensę ołtarzową jako wolno stojący relikwiarz, widoczny i dostępny ze wszystkich stron, z czterema przeszklonymi ściankami, z których dłuższe zostały ozdobione puttami, mitrą i wieńcem laurowym. W narożnikach umieszczono symbole Ewangelistów, a po obu stronach mensy – kandelabry, ozdobione aniołami z rogami obfitości. Ołtarz Pugeta stał się nowością artystyczną swoich czasów i źródłem inspiracji dla genueńskich artystów. Również Puget wyrzeźbił z brązu i drewna krucyfiks, umieszczony ponad mensą.

#### Kaplica św. Antoniego
Kaplica św. Antoniego (Cappella di Sant’Antonio), znajdująca się z prawej strony prezbiterium, poświęcona została św. Antoniemu Padewskiemu. Patronat nad nią sprawowała rodzina Pinelli. Na marmurowym ołtarzu znajduje się drewniany krucyfiks, flankowany dwoma obrazami Giovanniego Domenica Cappellino: Korona cierniowa i Ubiczowanie Jezusa. W niszach rozmieszczono 4 posągi, przedstawiające, kolejno od lewej: św. Grzegorza Wielkiego, św. Jana Chrzciciela, św. Franciszka z Paoli i św. Karola Boromeusza, wszystkie przypisywane Taddeowi Carlone i jego pracowni. 

#### Kaplica Matki Bożej Opatrzności
Kaplica Matki Bożej Opatrzności (Cappella di Nostra Signora della Provvidenza), znajdująca się z lewej strony prezbiterium, nosiła pierwotnie wezwanie Najświętszej Maryi Panny Wniebowziętej, a patronat nad nią sprawowała rodzina Serra. Na ołtarzu znajduje się figura Matka Bożej Opatrzności. Ściany kaplicy zdobią obrazy: Zaślubiny Maryi z Józefem Francesca Campory i Nawiedzenie Najświętszej Maryi Panny braci Semino. Dekoracja rzeźbiarska jest dziełem Taddea Carlone i współpracowników. 

### Nawa prawa

#### Kaplica Najświętszego Serca Pana Jezusa
Pierwszą kaplicą prawej nawy, licząc od ołtarza głównego, jest kaplica poświęcona Najświętszemu Sercu Pana Jezusa (Cappella del Sacro Cuore). Patronat nad nią powierzono rodzinie Centurione. W marmurowym ołtarzu znajduje się XX-wieczny obraz Najświętsze Serce Pana Jezusa pędzla braci Rossi, a w lunetach obrazy Cud św. Mikołaja i św. Mikołaj dający jałmużnę, przypisywane Giovanniemu Battiście Carlone.

#### Kaplica Matki Bożej Strażniczki Wiary
Druga kaplica, Matki Bożej Strażniczki Wiary (Cappella di Nostra Signora della Guardia lub Madonna della Guardia), nosiła pierwotnie wezwanie Matki Bożej Łaskawej (Madonna delle Grazie). Patronat nad nią sprawowała rodzina Spinola. Autorstwo ołtarza przypisywane jest Tommasowi Carlone. Na ścianach wiszą obrazy Narodzenie Najświętszej Maryi Panny Aurelia Lomiego i Ścięcie św. Jana Chrzciciela Carla Bononiego. Freski na sklepieniu (Zwiastowanie, Koronacja i Nawiedzenie Najświętszej Maryi Panny) namalowali uczniowie Giovanniego Battisty Carlone.

#### Kaplica św. Andrzeja Avellino
Trzecią kaplicę, poświęconą św. Andrzejowi Avellino (Cappella di Sant’Andrea d’Avvellino), zbudowali teatyni dla Alberica Cibo. W jej ołtarzu znajduje się obraz Śmierć św. Andrzeja Avellino Domenica Fiaselli. Obrazy na ścianach: Św. Andrzej Avellino uchodzący demonom i Śmierć św. Andrzeja Avellino namalował Orazio De Ferrari, a fresk na sklepieniu Chwała św. Andrzeja Avellino – Gregorio De Ferrari. 

#### Kaplica św. Kajetana z Thieny
Patronat nad czwartą kaplicą, poświęconą św. Kajetanowi z Thieny (Cappella di San Gaetano di Thiene), sprawowała rodzina Lomellini. Na ołtarzu kaplicy znajduje się grupa rzeźbiarska Św. Kajetan adorujący Dzieciątko Jezus. Na sklepieniu kaplicy widnieją 3 płótna Domenica Pioli: Św. Kajetan podczas modlitwy, Objawienie się Chrystusa św. Kajetanowi i Św. Kajetan pomaga nieść krzyż Jezusowi. 

#### Kaplica Zwiastowania Najświętszej Maryi Panny
Ostatnia kaplica w prawej nawie poświęcona została Zwiastowaniu Najświętszej Maryi Panny (Cappella della Santissima Annunziata SS. Annunziata). Patronat nad nią sprawowała rodzina Grimaldi-Cebà. W marmurowym ołtarzu znajduje się obraz Zwiastowania Najświętszej Maryi Panny Orazia Gentileschi (1621-1624). Obrazy olejne Święci Piotr i Paweł (na ścianach) oraz Ofiarowanie w świątyni, Wniebowzięcie i Nawiedzenie Najświętszej Maryi Panny (na sklepieniu) oraz Bóg Ojciec w chwale (na przyległym sklepieniu) namalowali Giovanni Luca i Girolamo Celle.

### Nawa lewa

#### Kaplica Bożego Narodzenia
Pierwsza kaplica lewej nawy poświęcona została Bożemu Narodzeniu. Patronat nad nią należał do rodziny Lomellini. Obraz ołtarzowy, Boże Narodzenie, namalował Cristoforo Roncalli. 

#### Kaplica św. Katarzyny ze Sieny
Patronat nad kolejną kaplicą, poświęconą św. Katarzynie ze Sieny (Cappella di Santa Caterina da Siena), należał do Barnaby Centurione. Obraz ołtarzowy, Mistyczne zaślubiny św. Katarzyny namalowali przypuszczalnie bracia Semino. Malowidła na sklepieniu, przedstawiające sceny z życia św. Katarzyny, są dziełem Giovanniego Battisty Carlone i jego uczniów.

#### Kaplica św. Jana Bosko
Kaplica św. Jana Bosko (Cappella di San Giovanni Bosco) nosiła pierwotnie wezwanie św. Mateusza, a patronat nad nią sprawowała rodzina Gentile. Na ołtarzu kaplicy znajduje się figura św. Jana Bosko, natomiast na ścianach i na sklepieniu – malowidła przedstawiające sceny z życia św. Mateusza, namalowane przez różnych artystów, w tym Giovanniego Battistę Carlone (Kazanie).

#### Kaplica św. Piusa X
Kaplica poświęcona św. Piusowi X (Cappella di San Pio X) nosiła na początku wezwanie Pietà, a patronat nad nią sprawował Lorenzo Ivrea. W ołtarzu kaplicy znajduje się obraz Święty Pius i chłopcy pędzla F. Torsegna (1958). Posągi proroków w niszach przypisywane są pracowni Carlone, a freski na sklepieniu – Bernardowi Castello.

#### Kaplica św. Mateusza
Kaplica poświęcona św. Mateuszowi (Cappella San Matteo) nosiła początkowo wezwanie Odnalezienia Jezusa w Świątyni (Cappella della  Disputa  coi  Dottori), a patronat nad nią sprawował Gian Giacomo Imperiale. W jej ołtarzu znajdował się obraz Męczeństwo św. Mateusza, pędzla Agostina i Gio Battisty Montanarich, mocno uszkodzony w czasie ostatniej wojny, przeniesiony następnie do kaplicy św. Jana Bosko.